# ولاية بورجوندي إس إس
ولاية بورجوندي إس إس ( بالألمانية: «SS-Staat Burgund») أو Order-State of Burgundy ( بالألمانية: «Ordensstaat Burgund»، وهي إشارة تاريخية إلى إمارة نظام التيوتون ) كانت دولة مقترحة، وكانت القيادة من ألمانيا النازية، ولا سيما قوات الأمن الخاصة، تأمل في خلق في مناطق معينة من أوروبا الغربية خلال الحرب العالمية الثانية.

## بريتاني
كانت هناك أيضا مقترحات لدولة بريتون مستقلة. ذكر هتلر نفسه هذه النية في مناسبة واحدة على الأقل لقادته العسكريين، ولكن في النهاية بدا أنه لم يهتم كثيرًا بالمشروع.